# Chandraprabha

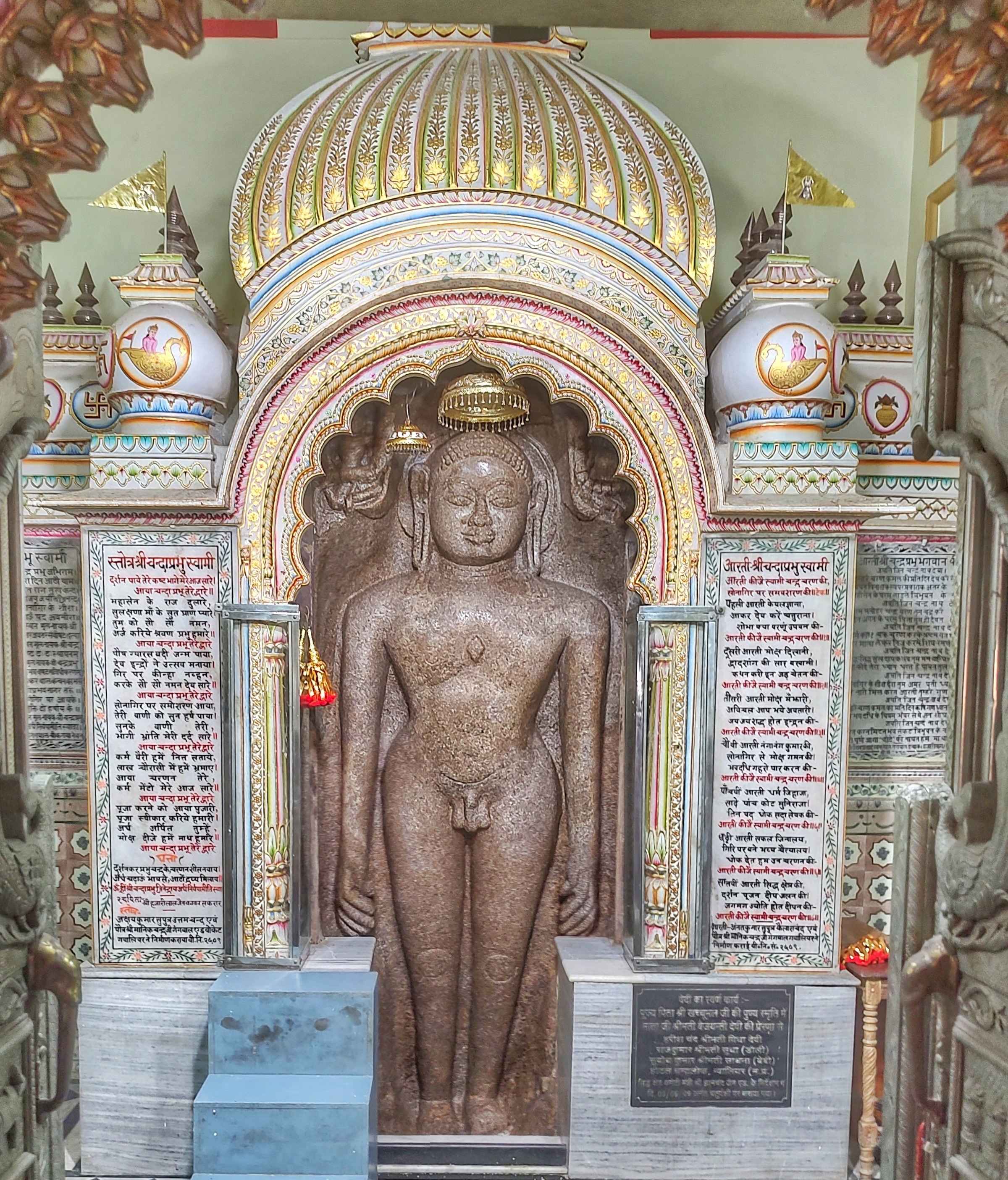
Estatua de Chandraprabha en el templo de Chandraprabha, Sonagiri.

Chandraprabha o Chandranatha es el octavo Tirthankara del jainismo en la época actual (Avasarpini). Según los relatos tradicionales, nació del rey Mahasena y la reina Lakshmana Devi en Chandrapuri de la dinastía Ikshvaku. Según los textos jainistas, su fecha de nacimiento fue el duodécimo día del mes Posh Krishna del calendario indio. Se dice que se ha convertido en un siddha, un alma liberada que ha destruido todo su karma.
Durante su gobierno, Chandraprabhu fue apático hacia los placeres ordinarios y la grandeza principesca. Decidió renunciar a su vida mundana, poco después de su ascensión al trono y después de 3 meses obtuvo Kevala Jnana (omnisciencia) mientras meditaba bajo el árbol Naga. Después de muchos años de difundir su conocimiento, se dice que alcanzó el nirvana en Sammed Shikharji el séptimo día de la brillante mitad del mes de faalgun.